# Ліпський повіт
Ліпський повіт (пол. powiat lipski) — один з 37 земських повітів Мазовецького воєводства Польщі.
Утворений 1 січня 1999 року в результаті адміністративної реформи.

## Загальні дані
Повіт знаходиться у південній частині воєводства.
Адміністративний центр — місто Ліпсько.
Станом на 1.01.2008 населення становить 36 362 осіб, площа 740,22 км².

## Демографія
Демографічні дані повіту станом на 30.06.2005:
|       | Всього | Всього | Жінки  | Жінки | Чоловіки | Чоловіки |
| ----- | ------ | ------ | ------ | ----- | -------- | -------- |
|       | осіб   | %      | осіб   | %     | осіб     | %        |
| Повіт | 36 928 | 100    | 18 480 | 50    | 18 448   | 50       |
| Міста | 5888   | 100    | 2978   | 50,6  | 2910     | 49,4     |
| Села  | 31 040 | 100    | 15 502 | 49,9  | 15 538   | 50,1     |